# William Giliespie
William Giliespie (n. 24 ianuarie 1894, Aberdeen, Regatul Unit al Marii Britanii și Irlandei – d. 23 iunie 1938, Los Angeles, California, SUA) a fost un actor scoțian.

## Biografie
Gillespie a început în filmele hollywoodiene din era  filmului mut. A jucat în aproximativ 180 de filme între 1915 și 1939, deși aparițiile sale erau adesea necreditate. Gillespie a apărut frecvent în comediile lui Hal Roach din 1917, de obicei în rolul unui oficial sau manager înfumurat. A jucat în rolurile principale de „comici burlesci” precum Charlie Chaplin, Charley Chase, Our Gang și Laurel and Hardy, dar a fost cel mai prolific avându-l în rolurile principale pe Harold Lloyd în 60 de filme.

## Filmografie aleasă
- The Cure (1917)
- Easy Street (1917)
- The Immigrant (1917)
- The Big Idea (1917)
- Look Pleasant, Please (1918)
- Here Come the Girls (1918)
- Swing Your Partners (1918)
- Take a Chance (1918) (nem.)
- Bumping into Broadway (1919)
- An Eastern Westerner (1920) (nem.)
- High and Dizzy (1920) (nem.)
- Get Out and Get Under (1920) (nem.)
- Number, Please? (1920) (nem.)
- Among Those Present (1921)
- Now or Never (1921)
- One Terrible Day (1922)
- Young Sherlocks (1922)
- Doctor Jack (1922)
- Saturday Morning (1922)
- A Quiet Street (1922)
- Safety Last! (1923)
- Under Two Jags (1923)
- Why Worry? (1923) (uncredited)
- A Pleasant Journey (1923)
- Giants vs. Yanks (1923)
- Back Stage (1923)
- Her Dangerous Path (1923)
- Stage Fright (1923)
- Scorching Sands (1923)
- Big Business (1924)
- Near Dublin (1924)
- All Wet (1924)
- The Mysterious Mystery! (1924)
- The Big Town (1925)
- Dog Days (1925)
- The Love Bug (1925)
- Better Movies (1925)
- The Valley of Bravery (1926)
- Exit Smiling (1926)
- Bromo and Juliet (1926)
- Playin' Hookey (1928)
- Barnum & Ringling, Inc. (1928)
- Wrong Again (1929)
- Double Whoopee (1929)
- Pups Is Pups (1930)
- Helping Grandma (1931)
- The Music Box (1932) as Vânzător de piane (nem.)
- Sons of the Desert (1933)